# 内泽默广场

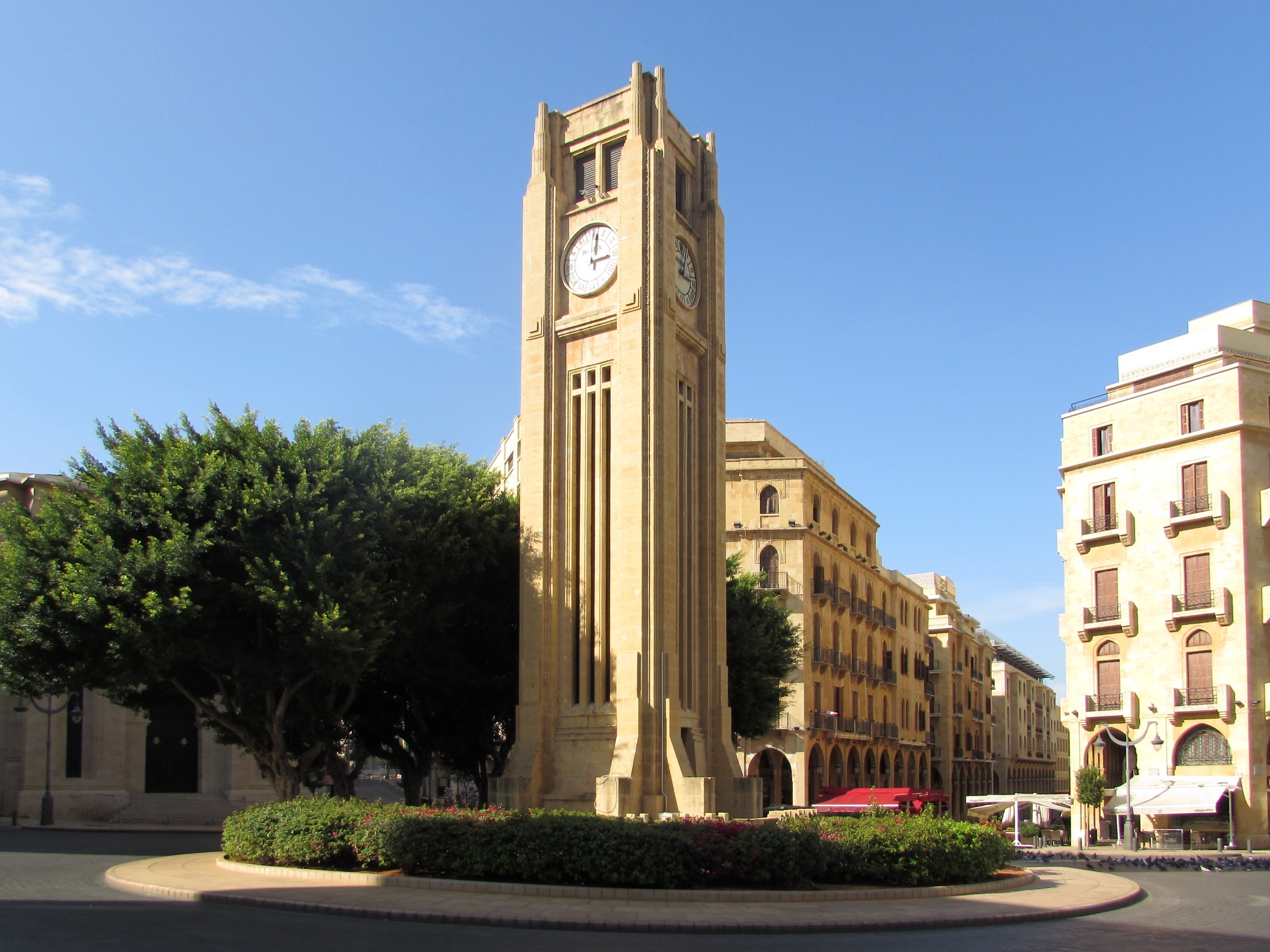
时钟塔

內泽默广场（Sāheh an-Nedjmeh, ساحة النجمة），又名星星广场（法语：Place de l'Étoile）,是黎巴嫩首都贝鲁特中央区的中央广场。广场周围环绕着重要的政治和宗教建筑，广场上有黎巴嫩国会及其对称建筑、两座主教座堂、一个博物馆，还有一些咖啡馆和餐馆。最值得注意的是其装饰艺术建筑，广场已成为贝鲁特的标志。 
广场建于20世纪20年代，当时法国人决定改建市中心，使其成为健康而现代的街区。广场现在完全由行人专用。。广场中央矗立着1934年建造的贝鲁特时钟塔。上有四个面的劳力士时钟。钟楼是黎巴嫩-巴西流亡者 Michel Abed的礼物。广场距离贝鲁特港500米。六条街道，包括马拉德街（Rue Maarad）, 交汇于这个广场，分别辐射向北方、西方、南方，形成五角星形状。广场东侧没有街道。这里有安条克希腊正教会都主教区的主教座堂希腊正教会圣乔治主教座堂，建于1772年。主教座堂下方设有博物馆。主教座堂的北侧是意大利大使馆。其西侧毗邻黎巴嫩国会。